# 夏洛特·莱本
夏洛特·莱本（英語：Charlotte Le Bon，1986年9月4日—）是一名加拿大女演员和艺术家、模特兒和电视节目主持人。她因参加Canal+电台的脱口秀节目《Le Grand Journal》和参演电影《圣洛朗》、《米其林情缘》、《云中行走》而出名。

## 生活和职业生涯
夏洛特·莱本于1986年由在蒙特利尔出生，母亲为布里吉特·帕克特，父亲为理查德·莱本。 她的母亲和她的继父弗兰克·肖皮恩都是演员。在学习视觉艺术后，她于16岁时开始当模特并在19岁时离开加拿大去海外当模特。 在东京和纽约度过一小段时间后， 她最终在2010年于巴黎定居。 事实上她从不喜欢当模特，并且说过"我曾当了8年的模特，我真的很厌恶这段生涯"。后来她开使为一些品牌做广告，如丝之香、Carte Noire、卡尼尔 Fructis。
不久后，莱本在《Le Grand Journal》作为"天气小姐"出境。这是一个在法国电视频道Canal+播出的基于新闻和流行文化的脱口秀节目。她每天在节目中以幽默风趣的方式播报天气，她的稿子也是自己写。 虽然网友希望她回来做第二季节目，但她拒绝了提议，开始了自己的电影的生涯。
莱本的第一个电影角色是在2012年的法国喜剧《Asterix and Obelix: God Save Britannia》里。 在 2013年她参演了电影《泡沫人生》和《The Marchers》， 2014年她作为主演在传记电影《圣罗兰》中扮演伊夫·圣洛朗的缪斯维多利亚·杜特勒的角色 ，并获得了凯撒电影奖的提名。
莱本的第一个英语电影角色是在《米其林情缘》里。这是一部由莱塞·霍尔斯道姆导演的浪漫喜剧，在电影中莱本扮演马洛里夫人（海伦·米伦饰）的高档法国餐厅里的一个“练习中的大厨”。在罗伯特·泽米吉斯导演的电影《云中行走》中，莱本和约瑟夫·戈登-莱维特同台演出，莱本扮演飞利浦（约瑟夫·戈登-莱维特饰）的恋人安妮。这是一部讲述著名走钢丝表演者菲利普·珀蒂1974年在纽约双子塔走钢丝的传记电影，于2015年发行。 在2015年，她为皮克斯动画工作室的电影《头脑特工队》中的角色乐乐（Joy）做法语及魁北克法语配音。

## 作品列表

### 电视
| 年份        | 标题             | 角色     | 备注 |
| ----------- | ---------------- | -------- | ---- |
| 2010-2011年 | Le Grand Journal | 天气女孩 |      |
| 2012年      | Le Petit Journal |          | 2集  |
| 2013年      | Le Débarquement  |          | 1集  |
| 2013–现在   | Hubert and Takak | Takako   | 配音 |

### 音乐视频
| 年   | 歌名           | 专辑      | 艺术家    |
| ---- | -------------- | --------- | --------- |
| 2017 | "Desencuentro" | Residente | Residente |